# بخش سوانتون (شهرستان لوکاس، اوهایو)
بخش سوانتون (به انگلیسی: Swanton Township) یک منطقهٔ مسکونی در ایالات متحده آمریکا است که در شهرستان لوکاس، اوهایو واقع شده‌است.
 بخش سوانتون ۵۷٫۲ کیلومتر مربع مساحت و ۳٬۰۱۲ نفر جمعیت دارد و ۲۰۶ متر بالاتر از سطح دریا واقع شده‌است.